# Sospirolo
Sospirolo est une commune italienne de la province de Belluno, dans la région Vénétie.

## Géographie
Le lac du Mis se situe sur le territoire municipal.

## Culture
- Chartreuse de Vedana reconstruite au XVIe siècle.

## Administration

### Communes limitrophes
Belluno, Cesiomaggiore, Gosaldo, Rivamonte Agordino, San Gregorio nelle Alpi, Santa Giustina, Sedico